# Репрезентација Русије у хокеју на леду
Хокејашка репрезентација Русије је национални хокејашки тим Русије и под контролом је Хокејашког савеза Русије. Репрезентација се међународно такмичи од 1993. године и наследник је Хокејашке репрезентације Совјетског Савеза.
У Русији има укупно 66.551 регистрованих играча. Од маја 2014. године тренер руског хокејашког тима је Олег Знарок.
Репрезентација има надимак Велика црвена машина (рус. Большая Красная Машина).

## Историјат
Хокејашка репрезентација Русије је пет пута била светски првак. Првенство је освајала 1993, 2008, 2009, 2012. и 2014. године.
Са Олимпијских игара имају освојено сребро 1998. године и бронзу 2002. године.
Премијерну утакмицу Русија је одиграла у Санкт Петербургу против репрезентације Шведске, 12. априла 1992. године и меч је завршен 2:2. Најтежи пораз Русија је доживела од Финске и Чешке резултатом 7:1. Највећу победу остварили су против Италије 2019. године када су победили резултатом 10:0.
Највише наступа, поена и голова постигао је Иља Коваљчук.

## Резултати на међународним такмичењима

### Олимпијске игре
| Година | Место                   | Резултат |
| ------ | ----------------------- | -------- |
| 1994   | Лилехамер, Норвешка     | 4. место |
| 1998   | Нагано, Јапан           | 2. место |
| 2002   | Солт Лејк Сити, САД     | 3. место |
| 2006   | Торино, Италија         | 4. место |
| 2010   | Ванкувер, Канада        | 6. место |
| 2014   | Сочи, Русија            | 5. место |
| 2018   | Пјонгчанг, Јужна Кореја | 1. место |

### Светско првенство
| Година | Место                           | Резултат  |
| ------ | ------------------------------- | --------- |
| 1992.  | Праг / Братислава               | 5. место  |
| 1993.  | Дортмунд / Минхен               | 1. место  |
| 1994.  | Болцано / Канацеи / Милано      | 5. место  |
| 1995.. | Стокхолм / Јевле                | 5. место  |
| 1996.  | Беч                             | 4. место  |
| 1997.  | Хелсинки / Турку / Тампере      | 4. место  |
| 1998.  | Цирих / Базел                   | 5. место  |
| 1999.  | Осло / Лилехамер / Хамар        | 5. место  |
| 2000.  | Санкт Петербург                 | 11. место |
| 2001.  | Келн / Хановер / Нирнберг       | 6. место  |
| 2002.  | Гетеборг / Карлстад / Јенћепинг | 2. место  |
| 2003.  | Хелсинки / Тампере / Турку      | 7. место  |
| 2004.  | Праг / Острава                  | 10. место |
| 2005.  | Инзбрук / Беч                   | 1. место  |
| 2006.  | Рига                            | 5. место  |
| 2007.  | Москва/Митишчи                  | 3. место  |
| 2008.  | Квебек/Халифакс                 | 1. место  |
| 2009.  | Берн/Клотен                     | 1. место  |
| 2010.  | Келн/Манхајм/Гелзенкирхен       | 2. место  |
| 2011.  | Братислава/Кошице               | 4. место  |
| 2012.  | / Хелсинки/Стокхолм             | 1. место  |
| 2013.  | / Стокхолм/Хелсинки             | 6. место  |
| 2014.  | Минск                           | 1. место  |
| 2015.  | Праг/Острава                    | 2. место  |
| 2016.  | Москва/Санкт Петербург          | 3. место  |
| 2017.  | / Келн/Париз                    | 3. место  |
| 2018.  | Копенхаген/Хернинг              | 6. место  |
| 2019.  | Братислава/Кошице               | у току    |